# Nils Haarmann
Nils Haarmann (geboren 1983 in Essen) ist ein deutscher Dramaturg.

## Leben
Haarmann absolvierte sein Bachelorstudium der Literatur-, Theater- und Filmwissenschaft sowie Russisch und Ökonomie an den Universitäten von Mainz und Bochum. Bereits während seines Studiums konnte er Regie- und Dramaturgieassistenzen und Hospitanzen am Schauspiel Essen und am Maxim-Gorki-Theater in Berlin übernehmen. Danach arbeitete er beim interdisziplinären Ausstellungsprojekt hartmut mit. Sein Masterstudium erfolgte schließlich in Paris an der Université de Paris X Nanterre  bei Jean Jourdheuil. Parallel zu seinem Pariser Studium arbeitete er bei der brasilianischen Compagnie Bernadete Alves mit. Im Jahr 2008 war er visiting researcher an der Columbia University in New York und Stipendiat des Robert Wilson Summer Programs im Watermill Center auf Long Island, NY. Seit der Spielzeit 2009/10 ist er Dramaturgieassistent, seit 2010/11 Dramaturg an der Schaubühne am Lehniner Platz in Berlin. Im Sommer 2014 debütierte er gemeinsam mit Katie Mitchell und der Produktion The Forbidden Zone bei den Salzburger Festspielen.